# Jean Snella
Jean Snella (Dortmund, 9 dicembre 1914 – Metz, 19 novembre 1979) è stato un allenatore di calcio e calciatore francese, di ruolo centrocampista.

## Biografia
Nacque a Dortmund, da una famiglia polacca in seguito stabilitasi definitivamente in Francia. Durante la seconda guerra mondiale venne internato dalla Wehrmacht in un campo di concentramento, evadendo dopo due anni di detenzione.

## Carriera

### Calciatore
Ha disputato 24 incontri in cinque stagioni della massima serie francese, prevalentemente con la maglia del Saint-Étienne.

## Statistiche

### Statistiche da allenatore

#### Nazionale nel dettaglio
| 1966           | Francia        | Qual. Europeo  |                | 3 | 2 | 0 | 1 | 66,67 | 6 | 3 | +3 |
| 1966           | Francia        | Amichevoli     |                | 1 | 0 | 0 | 1 | &0,00 | 2 | 4 | -2 |
| Totale Francia | Totale Francia | Totale Francia | Totale Francia | 4 | 2 | 0 | 2 | 50,00 | 8 | 7 | +1 |

#### Panchine da commissario tecnico della nazionale francese
| Cronologia completa delle presenze e delle reti in nazionale ― Francia | Cronologia completa delle presenze e delle reti in nazionale ― Francia | Cronologia completa delle presenze e delle reti in nazionale ― Francia | Cronologia completa delle presenze e delle reti in nazionale ― Francia | Cronologia completa delle presenze e delle reti in nazionale ― Francia | Cronologia completa delle presenze e delle reti in nazionale ― Francia | Cronologia completa delle presenze e delle reti in nazionale ― Francia | Cronologia completa delle presenze e delle reti in nazionale ― Francia |
| Data                                                                   | Città                                                                  | In casa                                                                | Risultato                                                              | Ospiti                                                                 | Competizione                                                           | Reti                                                                   | Note                                                                   |
| ---------------------------------------------------------------------- | ---------------------------------------------------------------------- | ---------------------------------------------------------------------- | ---------------------------------------------------------------------- | ---------------------------------------------------------------------- | ---------------------------------------------------------------------- | ---------------------------------------------------------------------- | ---------------------------------------------------------------------- |
| 28-9-1966                                                              | Budapest                                                               | Ungheria                                                               | 4 – 2                                                                  | Francia                                                                | Amichevole                                                             | Philippe Gondet Hervé Revelli                                          |                                                                        |
| 22-10-1966                                                             | Parigi                                                                 | Francia                                                                | 2 – 1                                                                  | Polonia                                                                | Qual. Euro 1968                                                        | Fleury Di Nallo Georges Lech                                           |                                                                        |
| 11-11-1966                                                             | Bruxelles                                                              | Belgio                                                                 | 2 – 1                                                                  | Francia                                                                | Qual. Euro 1968                                                        | Georges Lech                                                           |                                                                        |
| 26-11-1966                                                             | Lussemburgo                                                            | Lussemburgo                                                            | 0 – 3                                                                  | Francia                                                                | Qual. Euro 1968                                                        | Yves Herbet Hervé Revelli Georges Lech                                 |                                                                        |
| Totale                                                                 |                                                                        | Presenze                                                               | 4                                                                      |                                                                        | Reti                                                                   | 8                                                                      |                                                                        |

## Palmarès

### Allenatore
- Campionato francese: 3

Saint-Étienne: 1956-1957, 1963-1964, 1966-1967
- Campionato svizzero: 2

Servette: 1960-1961, 1961-1962
- Coppa Svizzera: 1

Servette: 1970-1971